# Asso pigliatutto (film)
Asso pigliatutto (The Card) è un film del 1952 diretto da Ronald Neame.

## Trama
Nell'(immaginaria) operosa cittadina di Bursley – immersa nello smog ma di importanza centrale per lo sviluppo industriale dell'Inghilterra -, il giovane Denry Machin, di umili origini, dopo un'infanzia adusa al sotterfugio e alla macchinazione, inizia a lavorare nell'ufficio dell'avvocato Duncalf.
Denry ha elevate ambizioni, e, grazie al proprio spirito manageriale – ma soprattutto grazie al caso – riesce in breve tempo a migliorare la propria condizione sociale, transitando attraverso una serie di occupazioni. Da impiegato diventa addetto al recupero crediti, poi prestatore di denaro (ad un tasso, invero, piuttosto conveniente – in linea con le proprie convinzioni non particolarmente capitalistiche), poi assessore comunale, poi ancora intermediario per l'"acquisto" di un bravo centravanti per la locale squadra di calcio, per finire a essere eletto il più giovane sindaco che Bursley abbia mai avuto.
Ad accompagnarlo, in questo momento culminante della sua carriera, c'è Nellie, con la quale egli si è sposato di recente, e che non è stata l'unica donna – ma si è dimostrata la più giusta – con cui ha avuto a che fare durante il periodo della sua repentina ascesa. In ogni caso, alla fine, nessuno dei personaggi rimane deluso, poiché ognuno ha trovato la propria ricompensa e la propria strada.